# Ottobon de Carreto
Ottobon de Carreto (eerste helft veertiende eeuw), soms geschreven Caretto, was proost van Sint-Donaas in Brugge en kanselier van Vlaanderen.

## Levensloop
Ottobon of Ottobonus del Carreto was een Italiaanse edelman, die waarschijnlijk behoorde tot de invloedrijke feodale familie van de markiezen Del Carreto uit de streek van Asti. 
Dat hij in het kapittel van Sint-Donaas verzeild geraakte, zal ongetwijfeld te maken hebben gehad met een benoeming vanuit Rome.
Het is niet zeker of hij het ambt lang heeft bekleed, ook al is ons tussen 1305 en 1330 geen andere naam van een proost bekend. Er is alvast zekerheid voor de periode 1317 tot 1323.
Er zijn tijdstippen waarop Carreto veel gezag had, maar dan andere waarop hij wegdeemsterde. Dit was vooral zo vanaf 1323 toen de nieuwe graaf, Lodewijk II van Nevers een grafelijke kanselier aanstelde, de gezagvolle Willem van Auxonne.